# دیکسون نکیم
دیکسون نکیم (انگلیسی: Dickson Nwakaeme؛ زادهٔ ۲۱ آوریل ۱۹۸۶) یک فوتبالیست اهل نیجریه است.
از باشگاه‌هایی که در آن بازی کرده‌است می‌توان به آنژه اشاره کرد.